# Ча Зянг
Ча Зянг (вьет. Trà Giang, (в ранних источниках имя часто неправильно транскрибировалось как Ча Жанг), полное имя Нгуе́н Тхи Ча Зянг (вьет. Nguyễn Thị Trà Giang); род. 1942, Куангнгай, Французский Индокитай) — известная вьетнамская актриса. Народная артистка Вьетнама (1984).

## Биография
Родилась в 1942 году (по одним данным в Фантхьете, по другим — в провинции Куангнгай), Французский Индокитай.
После освобождения и разделения Вьетнама, окончила Национальную киношколу в Ханое, Северный Вьетнам.

### Карьера
В 1961 году, в возрасте 19 лет, в северовьетнамской киношколе начала сниматься под руководством советского преподавателя Аждара Ибрагимова в фильме «Один день в начале осени» (режиссёры-студенты Хюи Ван, Хай Нинь).
В 1962 году фильм «Один день в начале осени» был закончен. В этом же году, уже в качестве профессиональной актрисы, Ча Зянг исполнила главную роль в фильме «Сестрёнка Ты Хау» (режиссёра Фам Ки Нама). В 1963 году этот фильм был удостоен Серебряной премии на III Московском международном кинофестивале. В советский прокат фильм вышел под названием «Женщина с южного берега».
В 1972 году снялась в самой известной своей роли — у кинорежиссёра Хай Ниня в фильме «17-я параллель: дни и ночи» в роли южновьетнамской женщины Зиу, восстающей против угнетателей и издевательств правящего режима. В 1973 году этот фильм был представлен в конкурсной программе VIII Московского международного кинофестиваля. Ча Зянг была награждена премией фестиваля за исполнение в фильме главной роли — революционерки Зиу.
В 1973 году старый фильм «Сестрёнка Ты Хау» с Ча Зянг в главной роли был удостоен главного приза «Золотой Лотос» на 2-м Вьетнамском кинофестивале в Ханое.
В 1984 году вместе с другими вьетнамскими кинематографистами была удостоена звания Народной артистки Вьетнама.

### Прочее
С 1975 по 1987 годы Ча Зянг — депутат Национального собрания Вьетнама.
Ча Зянг также известна во Вьетнаме как художница, судья конкурса «Мисс Вьетнам».

## Фильмография
| Год  |   | Русское название           | Оригинальное название        | Роль            |
| ---- | - | -------------------------- | ---------------------------- | --------------- |
| 1962 | ф | Один день в начале осени   | Một ngày đầu thu             |                 |
| 1962 | ф | Сестрёнка Ты Хау           | Chị Tư Hậu                   | Ты Хау / Tư Hậu |
| 1965 | ф | Деревня на воде            | Làng nổi                     |                 |
| 1966 | ф | Джунгли в огне             | Lửa rừng                     |                 |
| 1969 | ф | Борьба продолжается        | Cuộc chiến đấu vẫn tiếp diễn |                 |
| 1972 | ф | 17-я параллель: дни и ночи | Vĩ tuyến 17 ngày và đêm      | Зиу / Dịu       |
| 1973 | ф | Фронтовая баллада          | Bài ca ra trận               |                 |
| 1974 | ф | Девочка из Ханоя           | Em bé Hà Nội                 |                 |
| 1976 | ф | Святые праздники           | Ngày lễ thánh                |                 |
| 1977 | ф | Первая любовь              | Mối tình đầu                 |                 |
| 1979 | ф | Она ещё не умеет говорить  | Người chưa biết nói          |                 |
| 1981 | ф | Во имя завтрашнего дня     | Cho cả ngày mai              |                 |
| 1987 | ф | Легенда о матери           | Huyền thoại về người mẹ      |                 |
| 1987 | ф | Хоанг Хоа Тхам             | Hoàng Hoa Thám               | Ба Кан / Ba Cẩn |

## Награды
- 1973 — премия VIII Московского международного кинофестиваля за исполнение женской роли («17-я параллель: дни и ночи»)
- 1984 — Народная артистка Вьетнама